# Nasceu, Já Nasceu
"Nasceu, já nasceu" ou "Menino da Vidigueira" é uma canção de Natal tradicional portuguesa originária de Vidigueira no distrito de Beja.

## História
Foi recolhida na Vidigueira pelo etnógrafo alentejano Joaquim Baptista Roque e publicada pelo mesmo na sua obra Alentejo Cem por Cento no ano de 1940. O compositor português Fernando Lopes-Graça harmonizou a melodia e incluiu a composição na sua Segunda Cantata do Natal, terminada em 1961.

## Letra

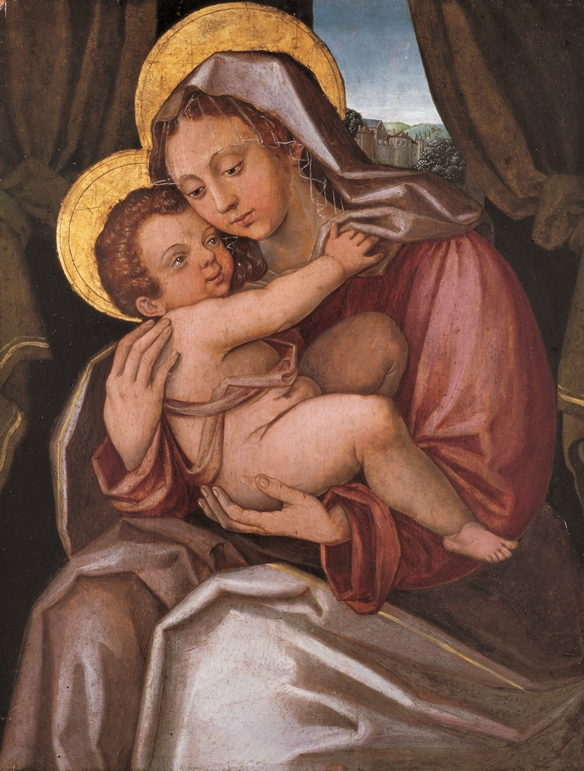
Anónimo italiano: Virgem com o Menino (séc. XVI) no Museu Episcopal de Beja.

O tema da letra é a Natividade de Jesus.

Nasceu, já nasceu,

Meu bem, meu Menino!

Amor pequenino,

Nasceu, já nasceu!

Nos braços de amor

Já Ele está nascido!

Jesus, como é belo,

Jesus, como é lindo!

Nasceu, já nasceu,

Meu bem, meu Menino!

Amor pequenino,

Nasceu, já nasceu!

Nos braços de aurora

Já Ele está nascido!

Jesus, tão formoso,

Jesus, tão querido!

## Discografia
- 1964 — Fernando Lopes-Graça Second Christmas Cantata. Coro da Academia de Amadores de Música. Decca / Valentim de Carvalho. Faixa 3.
- 1979 — Fernando Lopes-Graça Segunda Cantata do Natal. Choral Phidellius. A Voz do Dono / Valentim de Carvalho. Faixa 3.
- 2012 — Fernando Lopes-Graça Obra Coral a capella  - Volume II. Lisboa Cantat. Numérica. Faixa 3.[1]